# Querência do Norte
Querência do Norte är en kommun i Brasilien.   Den ligger i delstaten Paraná, i den södra delen av landet, 1 000 km sydväst om huvudstaden Brasília. Antalet invånare är 11 749.
Omgivningarna runt Querência do Norte är huvudsakligen savann. Runt Querência do Norte är det glesbefolkat, med 20 invånare per kvadratkilometer.